# Xã Newark, Quận Kearney, Nebraska
Xã Newark (tiếng Anh: Newark Township) là một xã thuộc quận Kearney, tiểu bang Nebraska, Hoa Kỳ. Năm 2010, dân số của xã này là 198 người.